# Miura Yusuke
Miura Yusuke (三浦 雄介 Miura Yusuke, sinh ngày 27 tháng 8 năm 1991 ở Setagaya) là một cầu thủ bóng đá người Nhật Bản thi đấu cho Tokyo Musashino City FC.

## Thống kê câu lạc bộ
Cập nhật đến ngày 23 tháng 2 năm 2018.
| Thành tích câu lạc bộ | Thành tích câu lạc bộ | Thành tích câu lạc bộ | Giải vô địch | Giải vô địch | Cúp                   | Cúp                   | Tổng cộng | Tổng cộng |
| Mùa giải              | Câu lạc bộ            | Giải vô địch          | Số trận      | Bàn thắng    | Số trận               | Bàn thắng             | Số trận   | Bàn thắng |
| Nhật Bản              | Nhật Bản              | Nhật Bản              | Giải vô địch | Giải vô địch | Cúp Hoàng đế Nhật Bản | Cúp Hoàng đế Nhật Bản | Tổng cộng | Tổng cộng |
| --------------------- | --------------------- | --------------------- | ------------ | ------------ | --------------------- | --------------------- | --------- | --------- |
| 2014                  | YSCC Yokohama         | J3 League             | 12           | 0            | 0                     | 0                     | 12        | 0         |
| 2015                  | YSCC Yokohama         | J3 League             | 14           | 0            | 0                     | 0                     | 14        | 0         |
| 2016                  | YSCC Yokohama         | J3 League             | 2            | 0            | 0                     | 0                     | 2         | 0         |
| 2017                  | Suzuka Unlimited FC   | JRL (Tokai, Div. 1)   | 1            | 0            | 0                     | 0                     | 1         | 0         |
| Tổng cộng sự nghiệp   | Tổng cộng sự nghiệp   | Tổng cộng sự nghiệp   | 29           | 0            | 0                     | 0                     | 29        | 0         |